# Варнгемське абатство
Варнгемське абатство (швед. Varnhems kloster) — абатство в Варнгемі, Вестерйотланді, Швеція, засноване близько 1150 року ченцями Цистерціанського ордену з Альвастрського абатства в Естерйотланді.
Цистерціанський орден використовував один й той самий план приміщень для усіх своїх абатств, що допомагало легше знайти кімнату чи залу незалежно від географічного місця.

## Історія
Дерев'яна і кам'яна церкви були побудовані на цьому місці до того, як було побудоване абатство. Кам'яна церква була споруджена не пізніше 1040-х років, і є найстарішою відомою кам'яною церквою в Швеції (за винятком Сконе). Згідно з радіовуглецевим датуванням, найдавніший християнин, який був похований, загинув у період 780–970 років. З інших радіовуглецевих доказів, здається, що християнські поховання почалися протягом X-го століття.
Багата леді на ім'я Сигрид, мабуть, вдова, дарувала цю власність цистерціанським ченцям, але Христина Данська, королева, спробувала скасувати пожертвування і замість цього захопити власність. Намагання королеви провалилися, і ченці заснували абатство в 1150 році. Варнгемське абатство спонсорувалося династією Еріків, якому, в свою чергу, були надані привілеї для поховання. Три королі з династії Еріків поховані в церкві абатства: Кнут I Еріксон, Ерік X і Ерік XI Еріксон.
У 1234 році абатство було зруйноване вогнем. Катастрофа призвела до періоду розквіту, оскільки Біргер Ярл і інші середньовічні фінансисти відновлювали абатство, цього разу красивіше і імпозантне. Церква абатства, яка спочатку була побудована в романському стилі, була завершена в готичному стилі після пожежі. У 1260 році відбулася церемонія відкриття церкви, яка була найбільшою в Швеції на той час.
Власність абатства була конфіскована в 1527 році під час реформації, проведеній Густавом I, а будівлі абатства спалили данські війська під час Північної семирічної війни. У середині XVII століття Магнус Габріель Делагарді отримав абатство як подарунок від шведської королеви Христини I. Делагарді відновив церкву і заснував у ньому сімейний мавзоле1, а інші будівлі абатства були залишені для занепаду. Церква ретельно відновлена в 1911–1923 рр. Археологічні розкопки центральної частини абатства були зроблені 1921–1929 рр., та знову в 1976–1977 рр. У травні 2002 р. була відкрита могила Біргера Ярла. Науковий аналіз, що слідував, зміцнив переконання, що три скелети в могилі — це залишки Біргера Ярла, його сина герцога Еріка Біргерсона і дружини Біргера Мехтільди Гольштейнської.
Сьогодні залишається тільки церква абатства, оточена руїнами. Кількість туристів, які відвідують Варнгем, зросло багаторазово завдяки книгам Яна Гійу про Арна Магнуссона.